# Somó
Le somó est une boisson rafraîchissante de Bolivie.

## Caractéristiques
Le somó est une boisson préparée à base de maïs « frangollo », de farine de maïs, de cannelle et de sucre.
Cette boisson est très populaire dans la ville de Santa Cruz, elle est commercialisée en voitures de tourisme en même temps que de la crème glacée et dans des pâtisseries spécialisées en cuisine locale.
Les vendeurs de cette boisson reçoivent généralement le nom de somoceros.
Il existe des variations régionales de la boisson comme le somó warneño, qui est une variété préparée à Warnes.